# فرمان الكلخانة

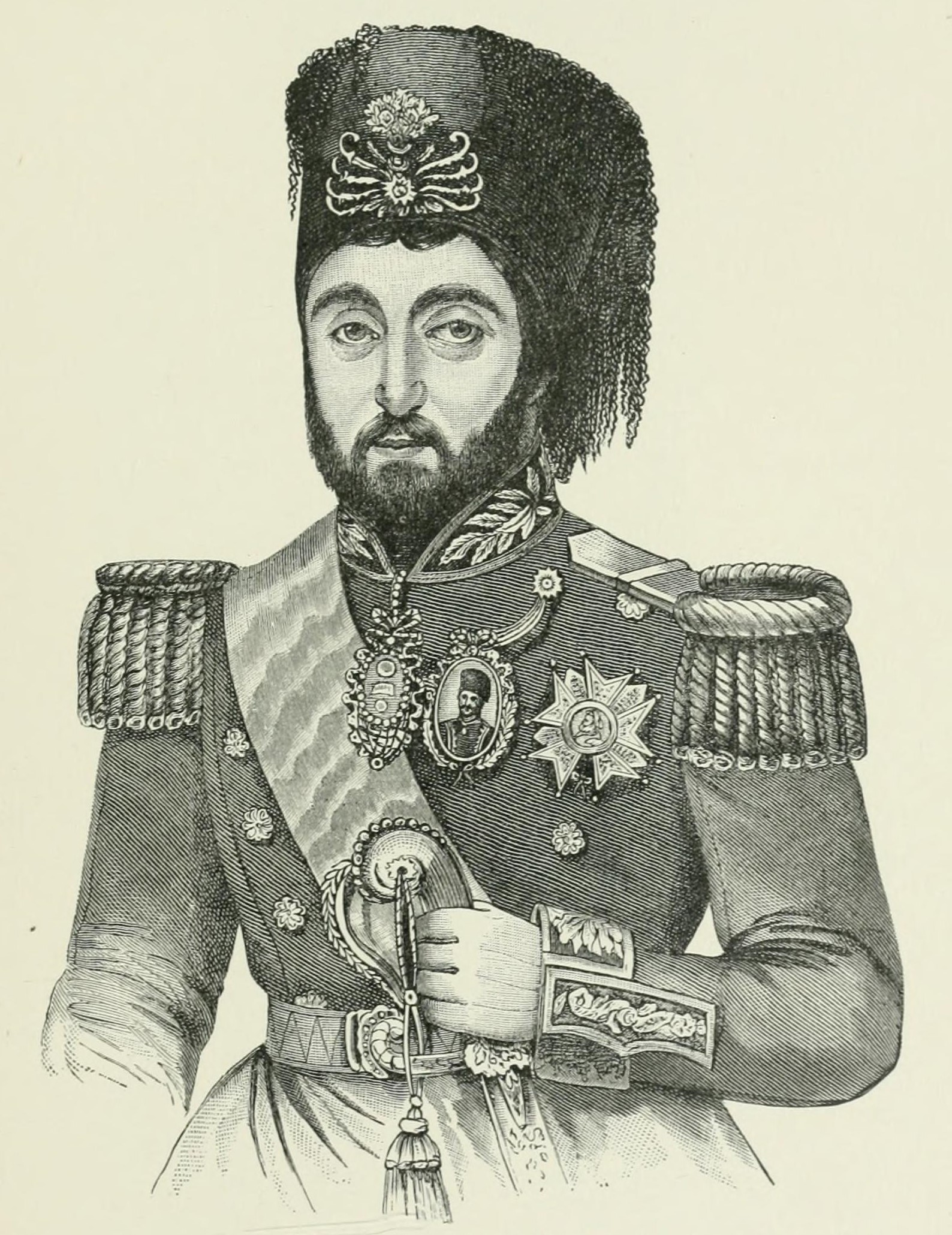
مصطفى رشيد باشا - الذي قرأ نص الفرمان في الكلخانة.

خط شريف كلخانة المعروف بـ فرمان الكلخانة أو فرمان التنظيمات (بالتركية: Tanzimat Fermanı)‏ هو فرمان أصدره السلطان عبد المجيد الأول يوم 26 شعبان 1255هـ (3 تشرين الثاني 1839م)، وبها بدأت حركة الإصلاحات الواسعة المعرفة بـ «التنظيمات».
تضمن هذا المرسوم ما يلي: